# Nokdim
Nokdim (en hebreu: נוקדים) és un assentament israelià organitzat com un assentament comunitari a Cisjordània. Està situat al sud de Betlem, en el nord de les muntanyes de Judea, i pertany a la jurisdicció del Consell Regional de Gush Etzion. En 2016 Nokdim tenia una població de 2.052 habitants. La comunitat internacional considera que els assentaments israelians a Cisjordània són il·legals en virtut del dret internacional, però el govern israelià no està d'acord amb aquesta opinió.
Nokdim és una comunitat mixta de jueus religiosos i seculars, tant israelians nadius com immigrants. Nokdim és la llar de l'Acadèmia religiosa pre-militar Magen Shaul, que va ser establerta en 1996.
Nokdim va ser fundada el 5 de juliol de 1982 pels residents de l'assentament israelià de Tekoa. L'assentament es va anomenar originalment El-David en memòria de dos residents de Tekoa: Eli Pressman, un nou immigrant de França que va morir a la guerra del Líban de 1982, i David Rosenfeld, gerent del lloc turístic d'Herodium, que va ser assassinat el juliol de 1982. per dos dels seus empleats palestins. El nom va ser rebutjat pel comitè de nomenclatura del govern que va suggerir el nom Nokdim, que va ser acceptat pels colons.